# La Petite Fadette
La pequeña Fadette (cuyo título original en francés es La petite Fadette) es una novela escrita por George Sand, publicada en 1849. Forma parte de su grupo de libros llamados "novelas campestres", basadas en el mundo agrícola de la región de Berry en la época de la autora, así como otros libros escritos durante el mismo período de su vida. 
En esta obra, Sand relata la relación entre una pareja de mellizos y el personaje principal, la pequeña Fadette. La pequeña Fadette, es la nieta de una bruja del pueblo y tiene una mala reputación por los poderes de bruja que se le atribuyen.

## Personajes principales
- Landry Barbeau, enamorado de Fadette, gemelo de Sylvinet
- Sylvinet Barbeau, gemelo de Landry
- Fadette (Fanchon Fadet también llamada « la Pequeña Fadette » ou « Grillo » ou « Fanchon »)

## Temas
Los temas de la novela son la gemelidad, la vida campestre, el amor, las diferencias sociales, y también la brujería. Fadet, Fadette son palabras derivadas de la palabra fée (hada), fada en occitano, que proviene del latín Fata.

## Posteridad
Durante la mayor parte del siglo XX, La Petite Fadette siguió siendo una de las novelas más conocidas de George Sand, mientras que muchas de sus otras obras cayeron en el olvido. A fines de 1975, al acercarse el centenario de la muerte de la autora (1876-1976), Georges Lubin, especialista en Sand, señala que La Petite Fadette, como sus otras novelas campestres principales, "La Mare au diable" y "François le Champi", se vuelven a emitir abundante y regularmente, y lamenta que el resto de sus libros no lo sean.[cita requerida]

## Adaptaciones

### Adaptaciones al teatro
La propia George Sand adaptó La pequeña Fadette  en forma de ópera cómica en tres actos y cinco escenas, con música de Theodore Semet y dirigida por el Sr. Mocker. La ópera se estrenó en París en el teatro de ópera cómica el 15 de septiembre de 1869, luego fue publicada en París por los hermanos Michel Lévy el mismo año.

### Adaptaciones a la televisión
En 1979, la novela es adaptada a un telefilm realizado por Lazare Iglesis, con Françoise Dorner, Patrick Raynal y Jean-Michel Dupuis en los papeles principales.
En 2004, una nueva película inspirada en la novela, fue realizada por Michaëla Watteaux, con Mélanie Bernier, Jérémie Renier y Maximilien Muller.